# Grand Prix Šenčur
Il Grand Prix Šenčur (it.: Gran Premio di Šenčur) è una corsa in linea maschile di ciclismo su strada che si svolge annualmente a Šenčur, in Slovenia. Nel 2013 fece parte del calendario dell'UCI Europe Tour come prova di classe 1.2.
Organizzato sin dal 1999, fino al 2010 fu disputato come criterium. Solo nel 2011, per la prima volta, fu disputato come corsa in linea, per poi tornare criterium l'anno successivo. Nel 2013 tornò ad essere corsa in linea, entrando nel programma del circuito continentale europeo; l'anno dopo non venne disputato, tornando in calendario nel 2015 come evento nazionale (NE).

## Albo d'oro
Aggiornato all'edizione 2015.
| Anno | Vincitore       | Secondo         | Terzo           |
| ---- | --------------- | --------------- | --------------- |
| 1999 | Boštjan Mervar  | Milan Erzen     | Matej Stare     |
| 2000 | Rajko Petek     | Gregor Zajc     | Borut Božič     |
| 2001 | Zoran Klemenčič | Matej Marin     | Gregor Zajc     |
| 2002 | Dean Podgornik  | Borut Božič     | Gregor Zajc     |
| 2003 | Dean Podgornik  | Matija Kvasina  | Uroš Murn       |
| 2004 | Matej Stare     | Vladimir Kerkez | Rok Jerse       |
| 2005 | Andrej Hauptman | Matej Stare     | Boris Premuzic  |
| 2006 | Matej Stare     | Gregor Gazvoda  | Miha Svab       |
| 2007 | Aldo Ino Ilešič | Matej Stare     | Jure Kocjan     |
| 2008 | Mitja Mahorič   | David Tratnik   | Gregor Gazvoda  |
| 2009 | Marko Kump      | Matej Stare     | Boštjan Rezman  |
| 2010 | Vladimir Kerkez | Mitja Mahorič   | Matija Kvasina  |
| 2011 | Jure Zrimšek    | Mitja Mahorič   | Matej Marin     |
| 2012 | Luka Mezgec     | Blaž Furdi      | Robert Jenko    |
| 2013 | Radoslav Rogina | Matej Marin     | Remco Broers    |
| 2014 | Non disputato   | Non disputato   | Non disputato   |
| 2015 | Martin Otoničar | Luka Pibernik   | Aldo Ino Ilešič |